# Acrogalumna cubana
Acrogalumna cubana är en kvalsterart som först beskrevs av Balogh och Sandór Mahunka 1979.  Acrogalumna cubana ingår i släktet Acrogalumna och familjen Galumnidae. Inga underarter finns listade i Catalogue of Life.